# I’m So Glad
«I’m So Glad» — песня, написанная американским блюзовым певцом и гитаристом Скипом Джеймсом (Skip James) в начале 1930-х годов в стиле дельта-блюз. Песню также записали некоторые другие блюзовые исполнители, например, Фред Макдауэлл. Однако широко известной эта песня стала благодаря более поздним кавер-версиям групп Cream (1966) и Deep Purple (1968).

## Обработки
Cream включили обработку этой песни в свой дебютный альбом Fresh Cream (1966), а три года спустя — в свой последний альбом Goodbye (1969), в виде девятиминутной концертной записи, сделанной в Лос-Анджелесе 19 октября 1968.
Deep Purple включили эту песню в свой первый альбом Shades of Deep Purple (1968), сопроводив её двухминутным инструментальным вступлением («Prelude: Happiness»), использующим мотивы сюиты «Шехеразада» Римского-Корсакова.